# Japan Football League 2012
La stagione 2012 è stata la ventunesima edizione della Japan Football League, terzo livello del campionato di calcio giapponese.

## Avvenimenti

### Antefatti
In seguito allo scioglimento dell'Arte Takasaki avvenuto a due mesi dall'inizio del campionato, il lotto delle partecipanti alla ventunesima edizione del torneo fu di diciassette squadre: in conseguenza di ciò fu modificato il sistema delle retrocessioni, abolendo quella automatica (riservata inizialmente alla diciottesima classificata) e mantenendo la qualificazione ai playoff promozione/retrocessione per la diciassettesima classificata.

### Il campionato
Il torneo vide la vittoria finale del V-Varen Nagasaki che, guidando la classifica del torneo sin dalle prime battute, poté ottenere l'accesso in Coppa dell'Imperatore e la promozione in J. League Division 2 come membro associato della J. League. Questo tipo di status fu ottenuto, nel corso della stagione, anche dal Nagano Parceiro previo l'adeguamento, entro il 2016, dello stadio casalingo secondo i criteri stabiliti per partecipare ai tornei organizzati dalla lega professionistica. A cinque giornate dalla fine del torneo il Sagawa Shiga campione uscente del torneo, annunciò il proprio ritiro dal campionato per cessata attività.

## Classifica
|  | Pos. | Squadra            | Pt | G  | V  | N  | P  | GF | GS | DR  |
|  | ---- | ------------------ | -- | -- | -- | -- | -- | -- | -- | --- |
|  | 1.   | V-Varen Nagasaki   | 67 | 32 | 20 | 7  | 5  | 57 | 24 | +33 |
|  | 2.   | Nagano Parceiro    | 58 | 32 | 17 | 7  | 8  | 57 | 34 | +23 |
|  | 3.   | Sagawa Shiga       | 57 | 32 | 16 | 9  | 7  | 61 | 37 | +24 |
|  | 4.   | Kamatamare Sanuki  | 53 | 32 | 15 | 8  | 9  | 49 | 29 | +20 |
|  | 5.   | Honda              | 53 | 32 | 16 | 5  | 11 | 55 | 39 | +16 |
|  | 6.   | Yokohama SCC       | 49 | 32 | 15 | 4  | 13 | 58 | 50 | +8  |
|  | 7.   | Sagawa Printing    | 45 | 32 | 12 | 9  | 11 | 43 | 43 | 0   |
|  | 8.   | MIO Biwako Shiga   | 43 | 32 | 11 | 10 | 11 | 55 | 52 | +3  |
|  | 9.   | Ryūkyū Okinawa     | 43 | 32 | 12 | 7  | 13 | 58 | 62 | -4  |
|  | 10.  | Yokogawa Musashino | 41 | 32 | 11 | 8  | 13 | 35 | 50 | -15 |
|  | 11.  | Fujieda MYFC       | 40 | 32 | 11 | 7  | 14 | 39 | 48 | -9  |
|  | 12.  | Sony Sendai        | 39 | 32 | 9  | 12 | 11 | 27 | 29 | -1  |
|  | 13.  | Blaublitz Akita    | 37 | 32 | 9  | 10 | 13 | 33 | 41 | -8  |
|  | 14.  | Zweigen Kanazawa   | 36 | 32 | 8  | 12 | 12 | 33 | 41 | -8  |
|  | 15.  | Hoyo Elan Oita     | 35 | 32 | 9  | 8  | 15 | 40 | 57 | -17 |
|  | 16.  | Honda Lock         | 28 | 32 | 7  | 7  | 18 | 28 | 56 | -28 |
|  | 17.  | Tochigi Uva        | 22 | 32 | 4  | 10 | 18 | 34 | 68 | -34 |

Legenda:

      Promosso in J. League Division 2 2013.

      Scioglimento.
Note:
Tre punti a vittoria, uno a pareggio, zero a sconfitta.
Il V-Varen Nagasaki ottiene l'accesso in Coppa dell'Imperatore risultando prima classificata alla diciassettesima giornata, nonché la promozione in J. League Division 2 come membro associato della lega.

## Statistiche

### Classifica dei marcatori
Nel corso del campionato sono state segnate 792 reti da 227 giocatori diversi.
| Gol |  |  | Giocatore        | Squadra          |
| --- |  |  | ---------------- | ---------------- |
| 20  |  |  | Shunta Takahashi | Ryūkyū Okinawa   |
| 20  |  |  | Masao Tsuji      | Yokohama SCC     |
| 17  |  |  | Shohei Kiyohara  | Sagawa Shiga     |
| 17  |  |  | Kota Sugawara    | MIO Biwako Shiga |
| 17  |  |  | Yūji Unozawa     | Nagano Parceiro  |
| 14  |  |  | Kiichi Iga       | Honda            |

| Gol |  |  | Giocatore         | Squadra           |
| --- |  |  | ----------------- | ----------------- |
| 13  |  |  | Kazuki Ganaha     | Ryūkyū Okinawa    |
| 13  |  |  | Hideyuki Ishida   | Kamatamare Sanuki |
| 12  |  |  | Masatoshi Matsuda | Blaublitz Akita   |
| 12  |  |  | Shintaro Hirai    | Sagawa Shiga      |
| 12  |  |  | Shoma Mizunaga    | V-Varen Nagasaki  |
| 11  |  |  | Satoshi Nakayama  | V-Varen Nagasaki  |